# Eusarca
Eusarca là một chi bướm đêm thuộc họ Geometridae.